# Bandeira Tribuzi
Bandeira Tribuzi, pseudônimo de José Tribuzi Pinheiro Gomes, (São Luís, 2 de fevereiro de 1927 — 8 de setembro de 1977) foi um poeta, escritor, jornalista e intelectual brasileiro nascido no Maranhão. É reconhecido por iniciar o movimento modernista na literatura maranhense em 1948, com a publicação do livro de poemas Alguma existência (1948). Tribuzi também compôs o poema “Louvação a São Luís”, que se tornou o hino oficial da capital maranhense.
Sua atuação multifacetada incluiu a fundação da revista literária A Ilha – marco do modernismo no estado – e do jornal O Estado do Maranhão, ao lado de José Sarney, futuro presidente da República. .Conhecido por seu engajamento humanista e ideais marxistas, foi preso durante o regime militar de 1964 acusado de subversão política, mas seguiu como referência intelectual local. Sua obra poética, marcada pela fusão de erudição literária e preocupação social, influenciou gerações de escritores maranhenses. Após sua morte prematura, Tribuzi foi amplamente homenageado: seu nome batiza uma ponte e um memorial em São Luís, e a data de seu nascimento foi instituída como Dia Municipal da Poesia em 2018. O Memorial Bandeira Tribuzi (próximo ao Espigão Costeiro) foi criado em sua homenagem. A Ponte Bandeira Tribuzi, uma das mais importantes da capital, também leva seu nome. Também tem um dos bustos que homenageiam escritores maranhenses na Praça do Pantheon.

## Origens e Primeiros Anos
José Tribuzi Pinheiro Gomes nasceu em 2 de fevereiro de 1927 na cidade de São Luís, capital do Maranhão. Filho do comerciante português Joaquim Pinheiro Ferreira Gomes e da maranhense Amélia Pinheiro Gomes, José Tribuzi tinha ascendência lusitana e italiana – sua mãe era descendente de um pintor italiano radicado no Maranhão, Domingos Tribuzzi. O pseudônimo “Bandeira Tribuzi” seria adotado anos depois, unindo seu sobrenome familiar Tribuzi ao sobrenome do poeta modernista Manuel Bandeira, de quem era admirador. Em 1930, pouco antes de completar três anos de idade, mudou-se com a família para Portugal, terra natal do pai.
Na Europa, Tribuzi passou a infância e adolescência em cidades como Porto, Aveiro e Coimbra, recebendo educação formal em colégios portugueses. Criado em meio à cultura luso-europeia, teve contato precoce com a literatura portuguesa moderna. Chegou a ingressar em um seminário católico da ordem dos franciscanos na cidade do Porto, mas abandonou a formação religiosa que lhe fora direcionada. Essa ruptura indicou sua inclinação por uma vida intelectual laica: Tribuzi retornou ao Maranhão em 1946, aos 19 anos, trazendo “as sementes do modernismo português” – influenciado por poetas como Fernando Pessoa e José Régio – além de referências dos modernistas brasileiros, especialmente Manuel Bandeira, Carlos Drummond de Andrade e Mário de Andrade. Essa bagagem cultural diversa diferenciou-o no cenário literário são-luisense, então ainda dominado pelo estilo parnasiano tradicional e por um certo saudosismo lusófono

## Formação Educacional
Durante sua estada em Portugal, Tribuzi recebeu sólida formação humanística. Após os estudos secundários, ingressou na Universidade de Coimbra, onde graduou-se em Filosofia e em Ciências Econômicas e Sociais. A passagem pela universidade – incomum entre maranhenses de sua geração – ampliou seus horizontes intelectuais. Além da filosofia e economia, ele absorveu a cultura literária europeia de vanguarda, familiarizando-se com movimentos estéticos modernos que ainda não tinham penetração no Maranhão da época. Essa formação acadêmica plural se refletiria em sua atuação: embora filho de um empresário bem-sucedido, Tribuzi não seguiu carreira no comércio do pai, preferindo trilhar o caminho intelectual e de serviço público.
Ao retornar a São Luís em 1946, com apenas 19 anos, Tribuzi logo despontou como enfant terrible (criança terrível, em francês) da cena cultural local. Sua erudição, adquirida na Europa, causou forte impressão nos meios literários maranhense. Foi sob a influência dos autores que conhecera fora – como os portugueses Mário de Sá-Carneiro e José Régio, e os brasileiros Drummond e Manuel Bandeira – que ele passou a estimular uma renovação literária na ilha de São Luís. Essa cruzada cultural enfrentou inicialmente resistência dos círculos conservadores, mas plantou as bases de uma nova geração de escritores. Ainda na década de 1940, Tribuzi participou ativamente de grupos estudantis e comunitários, proferindo palestras e conferências sobre literatura e realidade social, inclusive para entidades como a União Maranhense de Estudantes Secundários (UMES). Nessas atividades, demonstrou habilidade como professor e orador, compartilhando os conhecimentos que acumulou em Coimbra e analisando criticamente a sociedade maranhense do pós-guerra.

## Trajetória Profissional

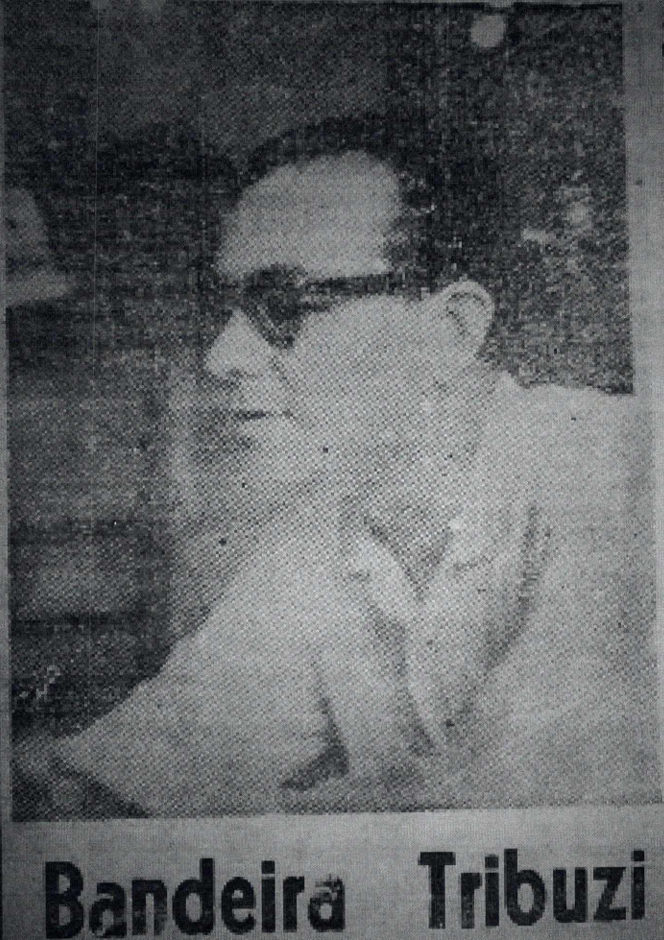

Assim que retornou de portugual, Tribuzi dedicou-se simultaneamente à literatura, ao jornalismo e a atividades econômicas. Em 1948, aos 21 anos, lançou seu livro de estreia Alguma existência, considerado o primeiro livro de poesia genuinamente modernista do Maranhão. No mesmo ano, engajou-se na fundação da revista literária A Ilha, periódico que difundiu o modernismo em terras maranhenses. Ao lado de jovens escritores como José Sarney, Lucy Teixeira, Lago Burnett, José Bento e outros, Tribuzi usou A Ilha como plataforma para publicar poesia moderna e manifestos estéticos, rompendo com o academicismo então vigente. Em paralelo, outro grupo de vanguarda liderado por Ferreira Gullar lançou a revista Saci (depois chamada Afluente), o que evidencia a efervescência cultural em São Luís no final dos anos 40.
No início dos anos 1950, Bandeira Tribuzi consolidou sua atuação na imprensa e na literatura. Em São Luís, trabalhou como jornalista em jornais locais e colaborou com o Centro Cultural Gonçalves Dias, instituição que reunia intelectuais renovadores da época. Por volta de 1953, casou-se com Maria da Graça Fernandes, professora de línguas estrangeiras, com quem teve cinco filhos. Buscando novos ares profissionais, Tribuzi viveu temporariamente fora do Maranhão: morou em Fortaleza e no Rio de Janeiro durante parte da década de 1950, onde atuou em redações de jornais e em departamentos de comunicação de empresas. Essa experiência em outras cidades lhe trouxe visibilidade e contatos no meio jornalístico nacional.
Em 1960, Tribuzi retornou definitivamente a São Luís para assumir um cargo técnico no serviço público federal: tornou-se economista do DNER (Departamento Nacional de Estradas de Rodagem) no Maranhão. Paralelamente, continuou a escrever e publicar. Na imprensa, foi cofundador do vespertino Jornal do Dia, que circulou no final dos anos 1950 em São Luís. Esse periódico seria adquirido e transformado anos depois no diário O Estado do Maranhão. Tribuzi manteve colaboração estreita com seu amigo José Sarney – político ascendente na época e também escritor – e juntos lançaram oficialmente, em 1º de maio de 1973, o jornal O Estado do Maranhão. Bandeira Tribuzi tornou-se o diretor de redação e um dos principais articulistas desse jornal, exercendo as funções de editor e editorialista com reconhecida competência. Ele permaneceu à frente de O Estado até o fim da vida, contribuindo para profissionalizar a imprensa local.
Além do jornalismo, Tribuzi envolveu-se diretamente na política e gestão cultural. Filiado a correntes de esquerda, elegeu-se suplente de deputado estadual no início dos anos 1960 (pelo Partido Socialista ou aliado), e participou da fundação da Frente de Mobilização Popular (FMP) no Maranhão, um fórum em defesa das reformas de base do governo João Goulart. Em função desse engajamento, após o Golpe Militar de 1964, ele enfrentou dura repressão. Mesmo assim, nos anos seguintes Tribuzi seguiu contribuindo como planejador econômico e assessor em projetos de desenvolvimento do Maranhão. Ele realizou estudos sobre a industrialização e agricultura do estado, coordenando um projeto de planejamento estratégico que posteriormente seria publicado em livro. De 1974 a 1976, trabalhou como consultor no governo estadual e ministrou aulas na Faculdade de Economia de São Luís, transmitindo seus conhecimentos a novos economistas locais.

## Produção Intelectual

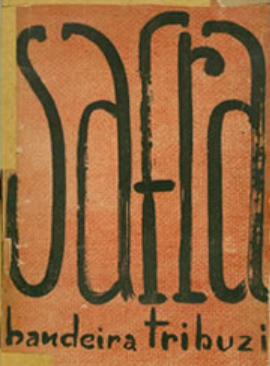
Livro Safra de Bandeira Tribuzi

A obra literária de Bandeira Tribuzi concentra-se na poesia, marcada por forte conteúdo social aliado a apuro formal. Seu primeiro livro, Alguma existência (1948), já trazia versos de dicção moderna e livre de rigidez parnasiana, rompendo com a tradição local. Nos anos seguintes, Tribuzi publicou diversos livros de poemas, entre os quais se destacam: Rosa da Esperança (1950), Safra (1961), Sonetos (1962) e Pele & Osso (1970). Em suas poesias, mesclou temáticas universalistas e regionais – há tanto reflexões existenciais influenciadas pela filosofia quanto retratos do cotidiano maranhense e denúncias de injustiça social. A escritor Nauro Machado o chamou de “bandeira lírica do amor social” pela maneira como uniu engajamento e lirismo em sua obra poética. Muitos poemas de Tribuzi exaltam a cidade de São Luís, suas lendas e paisagens, evidenciando uma relação visceral com a terra natal.
Uma característica notável de sua produção são os elementos musicais. Tribuzi era pianista e compôs canções – quase todas inéditas – em parceria com amigos músicos. Seu poema “Louvação a São Luís”, escrito como letra de música, venceu um festival em 1972 e tornou-se o hino oficial de São Luís. A musicalidade perpassa sua poesia escrita, com ritmos e sonoridades cuidadosamente trabalhados. Em 1977, Tribuzi lançou aquele que seria seu último livro em vida, Breve Memorial do Longo Tempo, uma coletânea de memórias poéticas e reflexões que sintetizam sua visão de mundo. Após seu falecimento, sua produção poética completa foi organizada em Poesias Completas (1979) e, posteriormente, na antologia Poesia Reunida (1986), publicada pela Academia Maranhense de Letras. Esses volumes póstumos tornaram acessível às novas gerações a totalidade de seus versos.

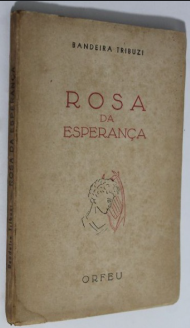
Rosa da Esperança - Bandeira Tribuzi

Embora seja lembrado principalmente como poeta, Bandeira Tribuzi também deixou ensaios e estudos econômicos e sociais. Sua preocupação com o desenvolvimento do Maranhão o levou a escrever textos técnicos sobre economia regional, infraestrutura e reforma agrária. Muitos desses trabalhos permaneceram inéditos por décadas e foram reunidos apenas em 2018 na coletânea 10 estudos inéditos de Bandeira Tribuzi. Dividido em capítulos temáticos, esse livro póstumo apresenta análises de Tribuzi sobre assuntos como a indústria local, as rodovias federais no Maranhão, a cultura do algodão, a colonização agrária e a produção de álcool de mandioca. A existência desses estudos revela uma faceta menos conhecida do autor: a do intelectual iluminista, empenhado em diagnosticar os problemas econômicos de seu estado e propor soluções. Assim, a produção intelectual de Tribuzi abrange desde a poesia e crônicas culturais até artigos de planejamento socioeconômico, evidenciando sua versatilidade.

## Reconhecimento
Bandeira Tribuzi obteve reconhecimento ainda em vida, tanto localmente quanto em círculos intelectuais nacionais. Já nos anos 1950, seu talento foi exaltado por contemporâneos: o romancista Josué Montello e o poeta Ferreira Gullar, conterrâneos maranhenses, reconheceram a contribuição inovadora de Tribuzi à literatura do estado. Em 1977, poucos meses antes de sua morte, uma grande homenagem celebrou seus 50 anos de idade no Teatro Arthur Azevedo, em São Luís. O evento reuniu importantes nomes da cultura brasileira, como Jorge Amado (que viajou da Bahia especialmente para prestigiá-lo), o crítico Luís da Câmara Cascudo, os poetas Ferreira Gullar e Nauro Machado, escritores maranhenses (Josué Montello, Odylo Costa Filho, Domingos Vieira Filho, Lago Burnett, entre outros) e membros da Academia Maranhense de Letras. Essa celebração contou ainda com a presença de familiares e amigos e foi descrita como uma “portentosa homenagem” espontaneamente organizada pelos admiradores de Tribuzi. O próprio Tribuzi, já debilitado, emocionou-se com as honrarias, que soaram quase como um presságio de sua despedida.

Em âmbito nacional, embora Bandeira Tribuzi não tenha alcançado a mesma projeção de alguns poetas de centros maiores, sua reputação intelectual era respeitada. José Sarney, que além de amigo tornou-se governador do Maranhão (1966–1970) e presidente do Brasil (1985–1990), sempre grande admiração. Sarney chegou a declarar: 
Pesam-me graves problemas, responsabilidades imensas. Recorro a versos do maior poeta de minha terra [Bandeira Tribuzi] 
O ex-presidente leu versos de Tribuzi em discurso de abertura de uma conferência internacional na ONU durante seu mandato presidencial. Essa citação pública é emblemática do apreço e da importância atribuídos a Tribuzi como símbolo cultural maranhense. Nos meios acadêmicos, Tribuzi foi tema de estudos e de ensaios literários já nos anos 1970. O escritor Carlos Cunha publicou, em 1979, Memória e Iconografia de Bandeira Tribuzi, com fotos e depoimentos sobre ele. Mais recentemente, pesquisadores da Universidade Federal do Maranhão dedicaram projetos para resgatar e digitalizar todo o acervo de sua obra, reforçando o reconhecimento póstumo de sua contribuição.
Tribuzi não chegou a ocupar uma cadeira na Academia Maranhense de Letras (AML) – possivelmente por ter falecido antes de uma candidatura formal – mas esteve sempre próximo da instituição. Diversos acadêmicos maranhenses eram seus contemporâneos e admiradores; por exemplo, o professor Jomar Moraes (que presidiu a AML) foi seu amigo pessoal e biógrafo, responsável por organizar sua antologia póstumaacademiamaranhense.org.br. Em 2018, a Universidade Federal do Maranhão concedeu-lhe simbolicamente o título de Doutor Honoris Causa (in memoriam), em reconhecimento ao conjunto de sua obra literária e atuação intelectual. A solenidade ocorreu mais de 40 anos após sua morte, evidenciando que a figura de Tribuzi continuou a ser reverenciada pelas instituições culturais do estado.

## Vida Pessoal
No plano pessoal, Bandeira Tribuzi era descrito como um homem simples, cordial e de hábitos boêmios moderados. Casou-se com Maria da Graça Fernandes (conhecida como Maria Tribuzi) no início dos anos 1950. Maria, professora de idiomas, acompanhou de perto a trajetória do marido e, após a morte dele, dedicou-se a preservar sua memória e obra. O casal teve cinco filhos, entre os quais Francisco Tribuzi, que mais tarde administraria parte do acervo literário do pai. A família residia no centro de São Luís, nas imediações da Praça João Lisboa, região tradicional da cidade. Tribuzi era vizinho do jovem poeta Nauro Machado, com quem mantinha frequentes tertúlias informais madrugada adentro. Amigos relatam que ele tinha o costume carinhoso de chamar todos os conhecidos de “poeta”, independentemente da ocupação.
Tribuzi adotava um estilo de vida intelectual: passava noites em conversas filosóficas nos bancos da praça, discutindo literatura, política e história com seu círculo de amigos. Dormia pouco – ao raiar do dia já estava de pé para cumprir tarefas caseiras, como fazer compras no mercado público, onde era figura conhecida. Embora tivesse formação religiosa católica na juventude, era visto como um “descrente religioso”, não praticando ativamente a religião. Ainda assim, possuía forte senso ético e humanitário, às vezes referido como um “franciscano” no trato com os humildes. Durante os anos de chumbo da ditadura, Tribuzi colocou sua própria segurança em risco para acolher perseguidos políticos que buscavam abrigo em sua casa em São Luís. Essa postura solidária lhe rendeu respeito entre opositores do regime e consolidou sua imagem de intelectual engajado e altruísta.
Nos tempos livres, além da literatura e da música (era pianista autodidata), Tribuzi apreciava as artes plásticas e o cinema. Participou ativamente do Grupo da Movelaria Guanabara, uma agremiação de artistas e escritores que se reunia na década de 1950 para debates artísticos em uma antiga marcenaria no centro histórico de São Luís. Ali, interagia com pintores como Floriano Teixeira e outros jovens poetas. Também mantinha correspondência com intelectuais de outros estados, trocando ideias com escritores do Rio de Janeiro e de Portugal. Essa intensa vida cultural e social demonstra que para Tribuzi não havia separação rígida entre vida pessoal e pública – ambas eram orientadas por seu amor às artes, à cidade natal e à justiça social.

## Últimos anos e morte
No período final de sua vida, Bandeira Tribuzi enfrentou problemas de saúde, possivelmente agravados pelo ritmo intenso de trabalho e pelo estresse decorrente de sua militância política. Ainda assim, manteve-se intelectualmente ativo até o fim. Em 1975 e 1976, dedicou-se a escrever colunas semanais de cunho cultural e econômico no O Estado do Maranhão, além de revisar o manuscrito de Breve Memorial do Longo Tempo, publicado em 1977. Em fevereiro de 1977, por ocasião de seu 50º aniversário, recebeu as grandes homenagens já mencionadas, que o deixaram profundamente emocionado. Meses depois, no dia 8 de setembro de 1977, data do aniversário de 365 anos da cidade de São Luís, Tribuzi morreu subitamente, vítima de uma parada cardíaca (infarto fulminante). Sua morte aos 50 anos ocorreu exatamente no dia em que São Luís celebrava seu próprio aniversário – coincidência simbólica para um poeta que tanto exaltara a cidade em versos.
A morte de Bandeira Tribuzi causou grande comoção em São Luís. A imprensa local e nacional noticiou amplamente sua morte, destacando sua importância cultural. O jornal O Estado do Maranhão, que ele dirigiu, dedicou páginas especiais à sua memória. Mensagens de pesar vieram de diversas partes: a Academia Maranhense de Letras lamentou a perda de “um de nossos maiores talentos literários” e o então, na época, senador José Sarney publicou nota exaltando o legado do amigo.
Pouco após sua morte, tributos começaram a surgir. Em 1978, foi criado em São Luís o Concurso Literário Bandeira Tribuzi, premiando novos poetas e escritores maranhenses e garantindo a continuidade de seu incentivo à literatura. Em 8 de setembro de 1978 (no primeiro aniversário de morte), realizou-se na Praça do Pantheon, centro de São Luís, uma cerimônia de descerramento de um busto em bronze de Tribuzi, ao lado de bustos de outros grandes escritores maranhenses. Sua esposa, Maria Tribuzi, passou a organizar seu arquivo pessoal e promover a publicação de seus textos inéditos. Nos anos seguintes, lançou-se um movimento para nomear logradouros públicos em sua honra, refletindo a imensa estima local por Tribuzi.

## Legado e Impacto
O legado de Bandeira Tribuzi para a cultura maranhense é considerado incontestável. Ele é frequentemente apontado como o introdutor do modernismo no Maranhão, responsável por atualizar a literatura local e conectá-la às tendências nacionais e europeias do pós guerra. Praticamente todos os estudos sobre a história literária maranhense destacam o “ciclo Tribuzi”, isto é, o período de renovação artística liderado por ele no final dos anos 1940 e 1950. Vários escritores maranhenses de gerações seguintes reconhecem ter sido influenciados direta ou indiretamente pela obra e exemplo de Tribuzi. Ferreira Gullar, por exemplo, admitiu que a presença de Tribuzi e Lucy Teixeira em São Luís foi crucial para que ele próprio rompesse com o academicismo e buscasse uma poesia nova. Outros poetas locais, como Nauro Machado e José Chagas, dedicaram poemas e ensaios elogiosos a Tribuzi, enaltecendo-o como mestre e guia.
No imaginário de São Luís, Bandeira Tribuzi tornou-se um símbolo do intelectual engajado e do artista público. Sua figura é frequentemente associada ao epíteto de “poeta da cidade”, por conta de seu amor declarado à capital maranhense. A canção “Louvação a São Luís”, com letra de sua autoria, é entoada oficialmente em cerimônias cívicas e eventos culturais, mantendo vivo o nome de Tribuzi junto ao povo. Monumentos em São Luís também perpetuam sua memória: o Memorial Bandeira Tribuzi, um espaço cultural próximo ao Espigão Costeiro na orla da cidade, abriga fotos, manuscritos e objetos pessoais do poeta, servindo como centro de referência de sua vida e obra. Além disso, uma das principais vias de ligação da ilha – a Ponte Bandeira Tribuzi, inaugurada em 1982 – homenageia o autor, ligando o centro histórico à área moderna da cidade. A própria inauguração dessa ponte gerou um episódio emblemático: o então presidente general João Figueiredo, último presidente do regime militar, recusou-se a comparecer à cerimônia de inauguração ao saber que a ponte levaria o nome de Tribuzi, em protesto à homenagem a um intelectual de ideologia marxista. Ironicamente, tal controvérsia apenas reforçou a aura de Tribuzi como figura coerente em seus ideais até depois de morto.
Do ponto de vista institucional, várias honrarias foram atribuídas a Tribuzi postumamente. Em 1985, a Biblioteca Pública Benedito Leite em São Luís organizou a primeira grande exposição sobre sua obra, com curadoria de Jomar Moraes. Em 1987, Bandeira Tribuzi foi oficialmente nomeado patrono da cadeira nº 5 da Academia Ludovicense de Letras (agremiação literária de São Luís), e em 1990 também patrono de cadeira na Academia Maranhense de Trovas. Em 2018, como citado, foi instituído pela Prefeitura de São Luís o Dia Municipal da Poesia em 2 de fevereiro – data de nascimento de Tribuzi – para celebrar anualmente os poetas locais e promover recitais e eventos educativos. Nesse mesmo ano, a Universidade Federal do Maranhão outorgou-lhe honoris causa e concluiu o Repositório Digital Bandeira Tribuzi, tornando disponível on-line todo o acervo de suas obras e documentos em domínio público.
O impacto de Tribuzi ultrapassou as fronteiras maranhenses em certos momentos. Sua produção poética chegou a ser estudada em universidades de outros estados e até fora do Brasil, especialmente no contexto da literatura regional brasileira. Entretanto, alguns críticos observam que ele não obteve em vida o devido reconhecimento nacional possivelmente por ter escolhido permanecer em São Luís ao invés de se radicar no eixo Rio–São Paulo. Mesmo assim, sua contribuição é valorizada por historiadores literários: Bandeira Tribuzi costuma figurar em enciclopédias e compêndios como um importante representante da chamada “Geração de 45” na poesia brasileira, ao lado de outros poetas modernistas tardios.
Nos dias atuais, a obra de Tribuzi continua presente através de reedições e projetos culturais. Em 2017, quando completaria 90 anos, artistas maranhenses e nacionais – como Zeca Baleiro e Mônica Salmaso – lançaram o álbum musical “Pão Geral”, com canções baseadas em poemas de Tribuzi, reafirmando a musicalidade de sua poética. Este tributo fonográfico, apoiado pelo Museu da Memória Audiovisual do Maranhão, levou a poesia tribuziana a novas audiências. Críticos literários locais, como Sônia Almeida, publicaram estudos e livros analisando a estética e a temática de sua poesia (por exemplo, Tribuzi, Bandeira Poética de São Luís). Dessa forma, o legado de Bandeira Tribuzi se mantém vivo tanto na memória cultural do Maranhão – onde é referência obrigatória – quanto no diálogo contínuo sobre a literatura brasileira do século XX, garantindo-lhe um lugar de destaque na história intelectual do país.

## Obra completa
Poesia
- Alguma existência – 1948 (poesia; estreia modernista no Maranhão)
- Rosa da Esperança – 1950 (poemas líricos e sociais)
- Safra – 1961 (poemas; reflexão sobre tempo e colheita histórica)
- Sonetos – 1962 (poesia; forma fixa clássica com temática moderna).
- Pele & Osso – 1970 (poemas; crítica social e existencial)
- Breve Memorial do Longo Tempo – 1977 (memórias poéticas e crônicas líricas)
- Poesias Completas – 1979 (coletânea póstuma de toda a obra poética publicada em vida)
- Poesia Reunida – Antologia Poética – 1986 (antologia póstuma organizada por Jomar Moraes, inclui inéditos)

Ensaios e outros escritos
- 10 estudos inéditos de Bandeira Tribuzi – 2018 (coletânea póstuma de artigos e estudos econômicos e sociais).[12]
- Hino de São Luís – “Louvação a São Luís” (poema-canção composto ~1960; oficializado em 1990 como hino municipal)[2]
- Jornalismo – Centenas de artigos, crônicas e editoriais publicados nos jornais Jornal do Dia (anos 1950) e O Estado do Maranhão (1959–1977), abrangendo crítica literária, comentários políticos e temas econômicos (digitalizados no Repositório UFMA)
- Correspondências e manuscritos – Cartas trocadas com intelectuais (ex: José Sarney, Ferreira Gullar) e cadernos de poemas inéditos, preservados no acervo da família e em parte disponibilizados publicamente após 2018